# 鬼武一夫
鬼武 一夫（おにたけ かずお、1941年11月14日 - 2021年10月14日）は、日本の生物学者。理学博士（名古屋大学）。専門は生殖生物学・発生生物学で、下等脊椎動物の生殖（イモリの受精研究等）で成果を上げる。山形大学副学長、東北文教大学学長を経て学校法人富澤学園副理事長を務めた。山口県出身。

## 略歴
- 1965年 - 金沢大学理学部卒業。
- 1970年 - 名古屋大学大学院理学研究科博士課程単位取得退学。
- 1972年 - 名古屋大学理学部助手 同年3月　理学博士　論題は「ウニの卵と精子の種特異的結合に関する免疫学的研究」[2]。
- 1978年 - 名古屋大学医療技術短期大学部助教授。
- 1992年 - 山形大学理学部教授。
- 1995年 - 山形大学理学部長
- 2001年 - 山形大学理事･副学長
- 2010年 - 東北文教大学副学長。
- 2014年 - 第2代東北文教大学学長。
- 2019年 - 学校法人富澤学園副理事長[3]。
- 2021年10月14日 - 死去。叙従四位、瑞宝中綬章受章[4]。